# 郝清
郝清（1911年—2002年9月28日），原名郝启朗，山东烟台市牟平区西头郝格庄村人。中华人民共和国政治人物。

## 生平
1938年11月，加入中国共产党，同年参加革命工作，历任小学校长，栖霞县金山区副区长、区长，莱东县唐河区、小平区区长，白龙区、鹤山区区委书记，五龙县、莱东县县委副书记。1951年11月至1954年6月，任莱阳县委书记。后任山东省委农村工作部二处处长，高密、益都县委书记。1974年2月至1977年12月，担任昌潍医学院党委书记；后升任昌潍地委文办主任，纪律检查委员会书记。1983年9月离休。2002年9月28日，郝清病逝于潍坊干休所，享年91岁。